# Північна вулиця (Мелітополь)
Північна вулиця — вулиця в Мелітополі. Починається від 1-го Північного провулка, йде на захід і далі поєднується з 1-ю Агробудівською вулицею. Забудована приватними будинками.

## Назва
Назва вулиці пов'язана з тим, що вона знаходиться на північній околиці Мелітополя.
Поруч з вулицею проходить 1-й Північний провулок. В іншій частині міста також є Північний провулок.

## Історія
Рішення про найменування проєктної вулиці було принто 21 квітня 1994 року.